# Анри Џохадзе
Анри Џохадзе (груз. ანრი ჯოხაძე; Тбилиси, 6. новембар 1980) је грузијски поп певач.

## Биографија
Дана 19. фебруара 2012. године објављено је да ће Џохадзе представљати Грузију на Песми Евровизије 2012. године са песмом I'm a Joker (срп. Ја сам џокер).